# Yann Chaussinand
Yann Chaussinand (11 de mayo de 1998) es un deportista de Francia que compite en atletismo. Ganó una medalla de bronce en la Copa Europea de Lanzamientos de 2023, en la prueba de martillo. Además, fue primero en el Campeonato de Francia de 2023.